# Berlin Thunder (ELF)
I Berlin Thunder sono una squadra di football americano tedesca con sede nella città di Berlino.
Fondati nel 2021 come FBG Football Berlin GmbH, i primi azionisti della società furono Marko Rehmer, Thomas Ebeling e il promotore di concerti Ronny Boldt oltre all'imprenditore e amministratore delegato di FBG Levon Melikian.
Hanno ripreso il nome di una precedente compagine che aveva giocato in NFL Europa.
Il primo capo allenatore della squadra fu il canadese Jag Bal, licenziato dopo la stagione 2021, il primo general manager della franchigia invece, da maggio a settembre 2021, fu Heiko Von Glahn.
Da ottobre 2024 il nuovo general manager sarà Ulrich Kramer  .
Attualmente militano in ELF.

## Dettaglio stagioni

### Tornei internazionali

#### ELF
| Stagione | regular season | regular season | regular season | regular season | regular season | regular season | playoff | playoff | playoff | playoff | playoff | playoff   | playoff          |
|          | Vin            | Par            | Per            | Tot            | PF             | PS             | Vin     | Per     | Tot     | PF      | PS      | risultato | avversaria       |
| -------- | -------------- | -------------- | -------------- | -------------- | -------------- | -------------- | ------- | ------- | ------- | ------- | ------- | --------- | ---------------- |
| 2021     | 3              | 0              | 7              | 10             | 228            | 289            | -       | -       | -       | -       | -       | -         | -                |
| 2022     | 7              | 0              | 5              | 12             | 321            | 282            | -       | -       | -       | -       | -       | -         | -                |
| 2023     | 8              | 0              | 4              | 12             | 378            | 188            | 0       | 1       | 1       | 3       | 20      | Wild card | Frankfurt Galaxy |
| 2024     | 5              | 0              | 7              | 12             | 378            | 318            | -       | -       | -       | -       | -       | -         | -                |
| Totale   | 23             | 0              | 23             | 36             | 1305           | 1077           | 0       | 1       | 1       | 3       | 20      |           |                  |

Fonti: Enciclopedia del Football - A cura di Roberto Mezzetti